# 十六沼
十六沼（じゅうろくぬま）は、福島県福島市大笹生にある沼。

## 概要
福島市北西部の大笹生にあり、市道中野笹谷線（旧万世大路・旧国道13号）の沿線に位置する。周囲の湧き水が溜まったもので、明治時代以前から地域の農業用溜池として築造され、周辺の農家によって利用されている。周囲は500 - 600m、水深は約3m。福島県県北農林事務所農村整備部により、十六沼の周囲は農村公園として遊歩道やベンチが整備された。また、隣接して十六沼公園が建設され一体的な総合公園として機能している。

## 歴史
かつて、近隣の村の男と将来を約束した娘が、その男に裏切られてこの沼に身を投げたという。その娘がそのとき16歳だったことから、十六沼と呼ばれるようになった、との言い伝えがある。